# Derby algérois MCA-USMH
Le derby algérois opposant le Mouloudia Club d'Alger et l'USM El Harrach est l'une des confrontations footballistiques considérées comme match local en première division algérienne[réf. souhaitée]. Cette rencontre se déroule habituellement au stade du 1er novembre 1954 quand l'USMH est à domicile, au stade Omar Hamadi   lorsque le MC Alger est à domicile, ou au stade du 5 juillet 1962 en tant que terrain neutre.
Ce derby constitue souvent un match à enjeu pour les deux équipes, comme en février 2011, où le MCA envisageait de se relancer lors de cette confrontation.

## Match par match
| N° | Date       | Compétition                          | Match                     | Lieu                       | Score               | Buteurs MCA                                                | Buteurs USMH                      |                     |
| -- | ---------- | ------------------------------------ | ------------------------- | -------------------------- | ------------------- | ---------------------------------------------------------- | --------------------------------- | ------------------- |
|    |            | Critérium d'honneur 1962-1963        | MC Alger - USM El Harrach | Stade Omar Hamadi          | 1 - 3               | Laagoun 70e                                                | Aouar 30e et 83e, Nazef 56e       |                     |
|    |            | Critérium d'honneur 1962-1963        | USM El Harrach - MC Alger | Stade du 1er novembre 1954 | 0 - 1               | Hahad 8e                                                   |                                   |                     |
|    |            | Division d'honneur 1963-1964         | USM El Harrach - MC Alger | Stade du 1er novembre 1954 | 2 - 0               |                                                            | Chicha 21e, Hamza 54e             |                     |
|    |            | Division d'honneur 1963-1964         | MC Alger - USM El Harrach | Stade Omar Hamadi          | 0 - 1               |                                                            | Serhane 40e                       |                     |
|    |            | Coupe 1964-1965 (1/16)               | MC Alger - USM El Harrach | Stade du 20 août           | 4 - 0               | Aouadj 36e et 89e, Lemoui 80e, Oucif 51e                   |                                   |                     |
|    |            | Division d'honneur 1965-1966         | USM El Harrach - MC Alger | Stade du 1er novembre 1954 | 1 - 3               | Bourras et , Benfeddah                                     | Ben Tifour                        |                     |
|    |            | Division d'honneur 1965-1966         | MC Alger - USM El Harrach | Stade Omar Hamadi          | 3 - 1               | Aouadj 17e et 74e (pen.), Oucif 60e                        | Mokhtari 72e                      |                     |
|    |            | 1966-1967                            | Division différente       | Division différente        | Division différente | Division différente                                        | Division différente               | Division différente |
|    |            | 1967-1968                            | Division différente       | Division différente        | Division différente | Division différente                                        | Division différente               | Division différente |
|    |            | 1968-1969                            | Division différente       | Division différente        | Division différente | Division différente                                        | Division différente               | Division différente |
|    |            | 1969-1970                            | Division différente       | Division différente        | Division différente | Division différente                                        | Division différente               | Division différente |
|    |            | 1970-1971                            | Division différente       | Division différente        | Division différente | Division différente                                        | Division différente               | Division différente |
|    |            | 1971-1972                            | Division différente       | Division différente        | Division différente | Division différente                                        | Division différente               | Division différente |
|    |            | 1972-1973                            | Division différente       | Division différente        | Division différente | Division différente                                        | Division différente               | Division différente |
|    |            | 1973-1974                            | Division différente       | Division différente        | Division différente | Division différente                                        | Division différente               | Division différente |
|    |            | 1974-1975                            | Division différente       | Division différente        | Division différente | Division différente                                        | Division différente               | Division différente |
|    |            | Championnat 1975-1976                | MC Alger - USM El Harrach | Stade du 5 juillet 1962    | 3 - 1               | Bellemou 6', 20', Zenir 47'                                | Tahar 85'                         |                     |
|    |            | Championnat 1975-1976                | USM El Harrach - MC Alger | Stade du 5 juillet 1962    | 2 - 1               | Draoui 42'                                                 | Selmi 12' sur Penalty, Karoui 35' |                     |
|    |            | Coupe 1975-1976 (1/32)               | MC Alger - USM El Harrach | Stade du 5 juillet 1962    | 2 - 0               | Bousri 5', Bencheikh 67'                                   |                                   |                     |
|    |            | Championnat 1976-1977                | MC Alger - USM El Harrach | Stade du 5 juillet 1962    | 2 - 1               | Bousri 56', Bencheikh 72'                                  |                                   |                     |
|    |            | Championnat 1976-1977                | USM El Harrach - MC Alger | Stade du 5 juillet 1962    | 2 - 3               | Mahiouz 25', Bousri 44' sur Penalty, Zenir 72' sur Penalty | Selmi 16' et 65'                  |                     |
|    |            | Championnat 1977-1978                | USM El Harrach - MC Alger | Stade du 5 juillet 1962    | 0 - 1               | Ait Hamouda 81'                                            |                                   |                     |
|    |            | Championnat 1977-1978                | MC Alger - USM El Harrach | Stade du 20 août           | 0 - 1               |                                                            | Benameur 51'                      |                     |
|    |            | Championnat 1978-1979                | MC Alger - USM El Harrach | Stade du 5 juillet 1962    | 0 - 0               |                                                            |                                   |                     |
|    |            | Championnat 1978-1979                | USM El Harrach - MC Alger | Stade du 1er novembre 1954 | 0 - 1               | Azzouz 64'                                                 |                                   |                     |
|    |            | Championnat 1979-1980                | MC Alger - USM El Harrach | Stade Omar Hamadi          | 1 - 1               | Bouiche 18'                                                | Mokore 42'                        |                     |
|    |            | Championnat 1979-1980                | USM El Harrach - MC Alger | Stade du 1er novembre 1954 | 0 - 1               | Bellemou 56'                                               |                                   |                     |
|    |            | Championnat 1980-1981                | MC Alger - USM El Harrach | Stade Omar Hamadi          | 3 - 2               | Amira 42, Zenir 49' et 83'                                 | Zenir 58' (csc), Baya 75'         |                     |
|    |            | Championnat 1980-1981                | USM El Harrach - MC Alger | Stade du 1er novembre 1954 | 1 - 0               |                                                            | Rahim 37'                         |                     |
|    | 25.9.1981  | Championnat 1981-1982                | MC Alger - USM El Harrach | Stade Omar Hamadi          | 0 - 1               |                                                            | Baya 74'                          |                     |
|    | 5.2.1982   | Championnat 1981-1982                | USM El Harrach - MC Alger | Stade du 1er novembre 1954 | 1 - 1               | Khellaf 40'                                                | Baya 55'                          |                     |
|    | 31.12.1982 | Championnat 1982-1983                | USM El Harrach - MC Alger | Stade du 1er novembre 1954 | 0 - 0               |                                                            |                                   |                     |
|    | 10.6.1983  | Championnat 1982-1983                | MC Alger - USM El Harrach | Stade du 5 juillet 1962    | 0 - 1               |                                                            | Kermiche 11'                      |                     |
|    | 4.11.1983  | Championnat 1983-1984                | USM El Harrach - MC Alger | Stade du 1er novembre 1954 | 2 - 1               | Ghrib 84'                                                  | Djefdjef 63' et 67'               |                     |
|    | 23.4.1984  | Championnat 1983-1984                | MC Alger - USM El Harrach | Stade du 5 juillet 1962    | 1 - 1               | Meghichi 45'                                               | Meziani Abdelkader 67'            |                     |
|    | 30.11.1984 | Championnat 1984-1985                | MC Alger - USM El Harrach | Stade du 5 juillet 1962    | 0 - 2               |                                                            | Badache 58', El Ghoul 88'         |                     |
|    | 10.5.1985  | Championnat 1984-1985                | USM El Harrach - MC Alger | Stade du 1er novembre 1954 | 1 - 1               | Bouiche 14'                                                | Djefdjef 11'                      |                     |
|    |            | 1985-1986                            | Division différente       | Division différente        | Division différente | Division différente                                        | Division différente               | Division différente |
|    | 14.01.1987 | Championnat 1986-1987                | MC Alger - USM El Harrach | Stade Omar Hamadi          | 0 - 3               |                                                            | Medane 46', Meziani 47', 88'      |                     |
|    | 5.6.1987   | Championnat 1986-1987                | USM El Harrach - MC Alger | Stade du 1er novembre 1954 | 1 - 1               | Debbih 70'                                                 | Medane 37'                        |                     |
|    | 16.11.1987 | Championnat 1987-1988                | USM El Harrach - MC Alger | Stade du 5 juillet 1962    | 0 - 0               |                                                            |                                   |                     |
|    | 13.5.1988  | Championnat 1987-1988                | MC Alger - USM El Harrach | Stade du 5 juillet 1962    | 1 - 1               | Meghichi 78'                                               | Lounici 21'                       |                     |
|    | 1.11.1988  | Championnat 1988-1989                | MC Alger - USM El Harrach | Stade du 5 juillet 1962    | 0 - 2               |                                                            | Boukellal 24', Lounici 79'        |                     |
|    | 5.3.1989   | Championnat 1988-1989                | USM El Harrach - MC Alger | Stade du 5 juillet 1962    | 1 - 0               |                                                            | Ifticene 65'                      |                     |
|    | 30.11.1989 | Championnat 1989-1990                | USM El Harrach - MC Alger | Stade du 1er novembre 1954 | 1 - 0               |                                                            | Kouici 21'                        |                     |
|    | 27.4.1990  | Championnat 1989-1990                | MC Alger - USM El Harrach | Stade du 5 juillet 1962    | 1 - 0               | Belhaouchet 45'                                            |                                   |                     |
|    | 30.8.1990  | Championnat 1990-1991                | MC Alger - USM El Harrach | Stade du 5 juillet 1962    | 0 - 1               |                                                            | Boutaleb 86'                      |                     |
|    | 4.2.1991   | Championnat 1990-1991                | USM El Harrach - MC Alger | Stade du 1er novembre 1954 | 1 - 2               | Hadjouri 47', Mechri 67'                                   | Negazzi 23'                       |                     |
|    | 28.11.1991 | Championnat 1991-1992                | MC Alger - USM El Harrach | Stade du 5 juillet 1962    | 4 - 2               | Ghouli 12', 28', Hedibel 5', 60'                           | Rahem 1', Herabi 66'              |                     |
|    | 7.5.1992   | Championnat 1991-1992                | USM El Harrach - MC Alger | Stade du 1er novembre 1954 | 2 - 0               |                                                            | Lounici 65', Badji 87'            |                     |
|    | 3.5.1993*  | Championnat 1992-1993                | USM El Harrach - MC Alger | Stade du 1er novembre 1954 | 2 - 1               | Hedibel 11'                                                | Aouachria 10', Boutaleb 53'       |                     |
|    | 21.10.1993 | Championnat 1992-1993                | MC Alger - USM El Harrach | Stade Omar Hamadi          | 0 - 0               |                                                            |                                   |                     |
|    | 23.12.1993 | Championnat 1993-1994                | USM El Harrach - MC Alger | Stade du 1er novembre 1954 | 1 - 0               |                                                            | Sahraoui 80'                      |                     |
|    | 11.4.1994  | Championnat 1993-1994                | MC Alger - USM El Harrach | Stade du 5 juillet 1962    | 0 - 0               |                                                            |                                   |                     |
|    | 20.10.1994 | Championnat 1994-1995                | MC Alger - USM El Harrach | Stade du 5 juillet 1962    | 1 - 1               | Mechri 61'                                                 | Ghoul 53' (p)                     |                     |
|    | 16.3.1995  | Championnat 1994-1995                | USM El Harrach - MC Alger | Stade du 1er novembre 1954 | 0 - 0               |                                                            |                                   |                     |
|    | 4.4.1996   | Championnat 1995-1996                | USM El Harrach - MC Alger | Stade du 5 juillet 1962    | 3 - 2               | Benkedjoune 35', Ait Tahar 91'                             | Azizane 28' et 45', Azzouz 63'    |                     |
|    | 8.08.1996  | Championnat 1995-1996                | MC Alger - USM El Harrach | Stade du 5 juillet 1962    | 1 - 1               | Ait Tahar 30'                                              | Azizane 69'                       |                     |
|    | 7.12.1995  | Coupe de la ligue 1995-1996 (aller)  | USM El Harrach - MC Alger | Stade du 1er novembre 1954 | 0 - 0               |                                                            |                                   |                     |
|    | 29.12.1995 | Coupe de la ligue 1995-1996 (retour) | MC Alger - USM El Harrach | Stade du 5 juillet 1962    | 4 - 0               | ?, ?                                                       |                                   |                     |
|    | 9.12.1996  | Championnat 1996-1997                | MC Alger - USM El Harrach | Stade du 5 juillet 1962    | 0 - 1               |                                                            | Fekid 25'                         |                     |
|    | 22.05.1997 | Championnat 1996-1997                | USM El Harrach - MC Alger | Stade du 5 juillet 1962    | 1 - 0               |                                                            | Lounici 76'                       |                     |
|    |            | 1997-1998                            | Groupe différent          | Groupe différent           | Groupe différent    | Groupe différent                                           | Groupe différent                  | Groupe différent    |
|    | 9.10.1997  | Coupe de la ligue 1997-1998 (1/8)    | USM El Harrach - MC Alger | Stade du 1er novembre 1954 | 1 - 2               | Houhou 6', Benali 40'                                      | Boukelal 90+1'                    |                     |
|    |            | 1998-1999                            | Groupe différent          | Groupe différent           | Groupe différent    | Groupe différent                                           | Groupe différent                  | Groupe différent    |
|    |            | 1999-2000                            | Division différente       | Division différente        | Division différente | Division différente                                        | Division différente               | Division différente |
|    | 27.1.2000  | Coupe de la ligue 1999-2000          | MC Alger - USM El Harrach | Stade du 5 juillet 1962    | 1 - 1               | Atanas 90'                                                 | Ferhati 77                        |                     |
|    | 27.11.2000 | Championnat 2000-2001                | USM El Harrach - MC Alger | Stade du 1er novembre 1954 | 1 - 1               | Deghiche 16'                                               | Ferhati 65' (pen.)                |                     |
|    | 13.4.2000  | Championnat 2000-2001                | MC Alger - USM El Harrach | Stade du 5 juillet 1962    | 1 - 1               | Merakchi 1'                                                | Berguiga 48'                      |                     |
|    |            | 2001-2002                            | Division différente       | Division différente        | Division différente | Division différente                                        | Division différente               | Division différente |
|    | 11.10.2002 | Championnat 2002-2003 2D             | USM El Harrach - MC Alger | Stade du 1er novembre 1954 | 1 - 1               | Benali 37'                                                 | Benaissi 6' (p)                   |                     |
|    | 7.3.2003   | Championnat 2002-2003 2D             | MC Alger - USM El Harrach | Stade Omar Hamadi          | 1 - 0               | Benali 11'                                                 |                                   |                     |
|    |            | 2003-2004                            | Division différente       | Division différente        | Division différente | Division différente                                        | Division différente               | Division différente |
|    |            | 2004-2005                            | Division différente       | Division différente        | Division différente | Division différente                                        | Division différente               | Division différente |
|    |            | 2005-2006                            | Division différente       | Division différente        | Division différente | Division différente                                        | Division différente               | Division différente |
|    |            | 2006-2007                            | Division différente       | Division différente        | Division différente | Division différente                                        | Division différente               | Division différente |
|    |            | 2007-2008                            | Division différente       | Division différente        | Division différente | Division différente                                        | Division différente               | Division différente |
|    | 7.8.2008   | Championnat 2008-2009                | USM El Harrach - MC Alger | Stade de Rouiba            | 2 - 2               | Belghomari 40’, Bouguèche 51’                              | Saibi 30’ et 45’                  |                     |
|    | 9.3.2009   | Championnat 2008-2009                | MC Alger - USM El Harrach | Stade Omar Hamadi          | 2 - 0               | Benié 19’, Younès 38’                                      |                                   |                     |
|    | 18.12.2009 | Championnat 2009-2010                | MC Alger - USM El Harrach | Stade du 5 juillet 1962    | 2 - 1               | Derrag 39e, Attafen 54e                                    | Hanitser 6e                       |                     |
|    | 30.03.2009 | Championnat 2009-2010                | USM El Harrach - MC Alger | Stade du 20 août           | 0 - 0               |                                                            |                                   |                     |
|    | 15.02.2011 | Championnat 2010-2011                | USM El Harrach - MC Alger | Stade du 1er novembre 1954 | 1 - 0               |                                                            | Boumechra 70e                     |                     |
|    | 25.06.2011 | Championnat 2010-2011                | MC Alger - USM El Harrach | Stade Omar Hamadi          | 2 - 0               | Besseghir 10e, Mokdad 70e                                  |                                   |                     |
|    | 19.11.2011 | Championnat 2011-2012                | MC Alger - USM El Harrach | Stade du 5 juillet 1962    | 2 - 1               | Sayah 3e, Babouche 21e                                     | Ziane Cherif 26e                  |                     |
|    | 07.04.2012 | Championnat 2011-2012                | USM El Harrach - MC Alger | Stade du 5 juillet 1962    | 0 - 1               | Demmou 34e (csc)                                           |                                   |                     |
|    | 21.12.2012 | Championnat 2012-2013                | MC Alger - USM El Harrach | Stade du 5 juillet 1962    | 1 - 0               | Djallit 52e (pen.)                                         |                                   |                     |
|    | 21.05.2013 | Championnat 2012-2013                | Non joué                  | Non joué                   | Non joué            | Non joué                                                   | Non joué                          |                     |
|    | 8.11.2013  | Championnat 2013-2014                | MC Alger - USM El Harrach | Stade Omar Hamadi          | 0 - 1               |                                                            | I. Sylla 12e                      |                     |
|    | 6.05.2014  | Championnat 2013-2014                | USM El Harrach - MC Alger | Stade du 1er novembre 1954 | 1 - 0               |                                                            | B. Mebarki 51e                    |                     |
|    | 28.11.2014 | Championnat 2014-2015                | USM El Harrach - MC Alger | Stade du 1er novembre 1954 | 1 - 0               |                                                            | Abid 72e                          |                     |
|    | 9.05.2015  | Championnat 2014-2015                | MC Alger - USM El Harrach | Stade Omar Hamadi          | 1 - 1               | Aouedj 57e                                                 | Boulakhoua 68e                    |                     |
|    | 28.09.2015 | Championnat 2015-2016                | USM El Harrach - MC Alger | Stade du 5 juillet 1962    | 0 - 1               | Aouedj 9e                                                  |                                   |                     |
|    | 26.02.2016 | Championnat 2015-2016                | MC Alger - USM El Harrach | Stade du 5 juillet 1962    | 0 - 0               |                                                            |                                   |                     |
|    | 27.08.2016 | Championnat 2016-2017                | USM El Harrach - MC Alger | Stade du 5 juillet 1962    | 1 - 2               | Boudebouda 22e, Mokdad 25e                                 | Harrag 28e                        |                     |
|    | 28.01.2017 | Championnat 2016-2017                | MC Alger - USM El Harrach | Stade du 5 juillet 1962    | 0 - 1               |                                                            | Benamra 59e                       |                     |
|    | 7.12.2017  | Championnat 2017-2018                | MC Alger - USM El Harrach | Stade du 5 juillet 1962    | 2 - 0               | Hachoud 64e, Bendebka 66e                                  |                                   |                     |
|    | 11.05.2018 | Championnat 2017-2018                | USM El Harrach - MC Alger | Stade du 1er novembre 1954 | 2 - 0               |                                                            | Ait Abdelmalek 10e, Nekrouf 83e   |                     |

### Observations
- comme s'etait arrévée les saisons suivantes : -
- de 1966 à 1975 .
- en 1985-1986 .
- en 1997-1998 : dans de poules différentes (USMHarrach en  poule A et MCAlger en  Poule B) .
- en 1998-1999 : dans deux poules différentes : - Poule Centre Est :- USMHaarach et Poule Centre Ouest : - MCAlger .
- en 1999-2000 .
- en 2001-2002 .
- de 2003 à 2008 .
- Au Total : 19 saisons les deux clubs ont ratés leurs derbys algérois.

.

## Statistique des confrontations
Le tableau suivant dresse le bilan des confrontations officielles entre les deux clubs algériens. Dans les rencontres à élimination directe, les victoires par tirs au but sont prises en compte.
| Compétition       | Victoires du MCA | Matchs nuls | Victoires de l'USMH | Total | Buts pour le MCA | Buts pour l'USMH |
| ----------------- | ---------------- | ----------- | ------------------- | ----- | ---------------- | ---------------- |
| Championnat       | 22               | 21          | 35                  | 69    | 61               | 67               |
| Coupe             | 2                | 0           | 0                   | 2     | 6                | 0                |
| Coupe de la ligue | 2                | 2           | 0                   | 4     | 7                | 2                |
| Total             | 27               | 23          | 27                  | 77    | 76               | 70               |

- L' USMH  a remporté le derby en aller-retour 3 fois : 1963-64,1988-89,2013-2014.
- Le MCA a remporté le derby en aller-retour aussi en 3 saisons:  1965-66,1976-77,2011-12
- Le score le plus large de cette confrontation revient a L'MCA qui a gagné 4-0 en 2 occasions : 1964-65 et 1995-96.

## Meilleurs buteurs
| Rang | Joueur         | Club           | Buts |
| ---- | -------------- | -------------- | ---- |
| 1    | Zoubir Aouadj  | MC Alger       | 4    |
| 2    | Khaled Lounici | USM El Harrach | 4    |

## Comparaisons des titres
| Équipe         | Championnat | Ligue Départementale | Coupe | Supercoupe | Coupe de la Ligue | Coupe Départementale | Compétitions nord-africaines | Compétitions africaines | Total |
| -------------- | ----------- | -------------------- | ----- | ---------- | ----------------- | -------------------- | ---------------------------- | ----------------------- | ----- |
| MC Alger       | 8           | 2                    | 8     | 4          | 1                 | 2                    | 2                            | 1                       | 28    |
| USM El Harrach | 1           | 0                    | 2     | 0          | 0                 | 0                    | 0                            | 0                       | 3     |
| Total          | 9           | 2                    | 10    | 4          | 1                 | 2                    | 2                            | 1                       | 31    |

En gras, le club qui possède le plus grand nombre de titres que l'autre dans une compétition.